# Rijnwijk (Zeist)
Rijnwijk is een buitenplaats in de buurt van de Kromme Rijn bij Zeist. Het landhuis werd in 1867 afgebroken. Het omgrachte eiland, waarop het huis stond, is er nog. Het landgoed wordt aan de achterzijde begrensd door de spoorlijn van Utrecht naar Arnhem.
Rijnwijk werd begin 17de eeuw gesticht door Jacob van Asch van Wijck (1585 - 1645). Deze was kanunnik, scholaster en deken van het kapittel van Sint-Pieter te Utrecht en president van de Staten van Utrecht. Hij kocht meerdere landerijen langs de Kromme Rijn. Dit herenhuis had twee evenwijdige daken.
In de 18e eeuw werd Rijnwijk bewoond door uitgeweken geestelijken uit het Belgische cisterciënzer klooster d'Orval. Dezen waren naar Nederland gevlucht omdat zij in 1713 de bul Unigenitus tegen de Jansenisten niet wilden accepteren. Eerst vonden zij onderdak op 'Torenvliet' bij Leiden en later op 'Rijnwijk'. Vanaf 1772 was het buiten weer in particuliere handen. 
In 1867 werd het landhuis gesloopt, het landgoed en de grachten bleven bewaard. 

## Bewoners
- ca 1610 mr. Jacob van Asch van Wijck
- - 1693 Johan Oly van Velsen
- 1693 de heer d'Autevalle
- 1726 - 1743 mr. Adriaan Wittert, heer van Hoogland en Schonauwen
- 1743 - 1756 twee Franse geestelijken
- 1756 - 1772 Alexander Dorbolijn
- 1772 - 1802 Jan Kol sr.
- 1802 - 1828 Everhard Kol
- 1828 - na 1834 (1848?) Jan Kol jr.

## Eigenaren landgoed
- familie van Romondt
- - 1883 - Otto d'Aumale van Romondt
- 1883 - Wilhelmina Anna van Romondt, gehuwd met mr. E.C. Bijleveld
- Anna Francoise Bijleveld, gehuwd met Wilbrand baron van Pallandt